# Markosice (gmina)
Markosice – dawna gmina wiejska istniejąca w latach 1945–1954 w woj. poznańskim i woj. zielonogórskim (dzisiejsze woj. lubuskie). Siedzibą władz gminy były Markosice.
Gmina Markosice powstała po II wojnie światowej 14 czerwca 1945 na terenie tzw. Ziem Odzyskanych (tzw. III okręg administracyjny – Pomorze Zachodnie). 25 września 1945 gmina – jako jednostka administracyjna powiatu gubińskiego – została powierzona administracji wojewody poznańskiego, po czym z dniem 28 czerwca 1946 została przyłączona do woj. poznańskiego. Do maja 1946 siedziba gminy była w Polanowicach, od 1946 do 1948 w Nowej Wiosce, a w Grabicach od 1948. 6 lipca 1950 gmina wraz z całym powiatem gubińskim weszła w skład nowo utworzonego woj. zielonogórskiego.
Według stanu z 1 lipca 1952 gmina składała się z 15 gromad: Brzozów, Grabice, Jazów, Kumiałtowice, Luboszyce, Markosice, Mielno, Nowa Wioska, Polanowice, Późna, Sadzarzewice, Strzegów, Węgliny, Wielotów i Wierzchno. Gmina została zniesiona 29 września 1954 wraz z reformą wprowadzającą gromady w miejsce gmin. Jednostki nie przywrócono 1 stycznia 1973 wraz z kolejną reformą reaktywującą gminy.